# Odontosciara beebei
Odontosciara beebei är en tvåvingeart som först beskrevs av Shaw 1950.  Odontosciara beebei ingår i släktet Odontosciara och familjen sorgmyggor. Inga underarter finns listade i Catalogue of Life.